# Squash aux Jeux du Commonwealth de 2010
Navigation
Édition précédente Édition suivante

Les compétitions de squash des Jeux du Commonwealth 2010 se sont déroulées du 4 au 13 octobre 2010 à Delhi en Inde .
Il y a 5 épreuves, deux pour les hommes et les femmes et une mixte.

## Tableau des médailles
| Rang  | Nation           | Or | Argent | Bronze | Total |
| ----- | ---------------- | -- | ------ | ------ | ----- |
| 1     | Angleterre       | 2  | 3      | 1      | 6     |
| 2     | Australie        | 1  | 1      | 3      | 5     |
| 3     | Nouvelle-Zélande | 1  | 1      | 0      | 2     |
| 4     | Malaisie         | 1  | 0      | 1      | 2     |
| Total | Total            | 5  | 5      | 5      | 15    |

## Palmarès
| Épreuves                         | Or                                         | Argent                                     | Bronze                                 |
| -------------------------------- | ------------------------------------------ | ------------------------------------------ | -------------------------------------- |
| Simple homme résultats détaillés | Nick Matthew Angleterre                    | James Willstrop Angleterre                 | Peter Barker Angleterre                |
| Simple femme résultats détaillés | Nicol David Malaisie                       | Jenny Duncalf Angleterre                   | Kasey Brown Australie                  |
| Double homme résultats détaillés | Nick Matthew/Adrian Grant Angleterre       | Stewart Boswell/David Palmer Australie     | Ryan Cuskelly/Cameron Pilley Australie |
| Double femme résultats détaillés | Jaclyn Hawkes/Joelle King Nouvelle-Zélande | Laura Massaro/Jenny Duncalf Angleterre     | Kasey Brown/Donna Urquhart Australie   |
| Double mixte résultats détaillés | Kasey Brown/Cameron Pilley Australie       | Joelle King/Martin Knight Nouvelle-Zélande | Nicol David/Ong Beng Hee Malaisie      |

## Nations participantes
Il y a 28 nations participantes pour un total de 120 athlètes. Le nombre d'athlètes par pays est entre parenthèses après le nom du pays.
- Angleterre (10)
- Australie (8)
- Bangladesh (4)
- Barbade (4)
- Bermudes (1)
- Botswana (2)
- Canada (7)
- Écosse (6)
- Guyana (2)
- Île Norfolk (4)
- Îles Vierges britanniques (2)
- Inde (11)
- Irlande du Nord (2)
- Jamaïque (2)
- Kenya (4)
- Malawi (3)
- Malaisie (8)
- Maurice (5)
- Nouvelle-Zélande (6)
- Ouganda (4)
- Pakistan (4)
- Papouasie Nouvelle-Guinée (2)
- Saint-Vincent-et-les-Grenadines (3)
- Seychelles (2)
- Sierra Leone (3)
- Sri Lanka (3)
- Trinité-et-Tobago (2)
- Zambie (5)